# Leptogium javanicum
Leptogium javanicum är en lavart som beskrevs av Mont. Leptogium javanicum ingår i släktet Leptogium och familjen Collemataceae.   Inga underarter finns listade i Catalogue of Life.